# 로버트 테이퍼트

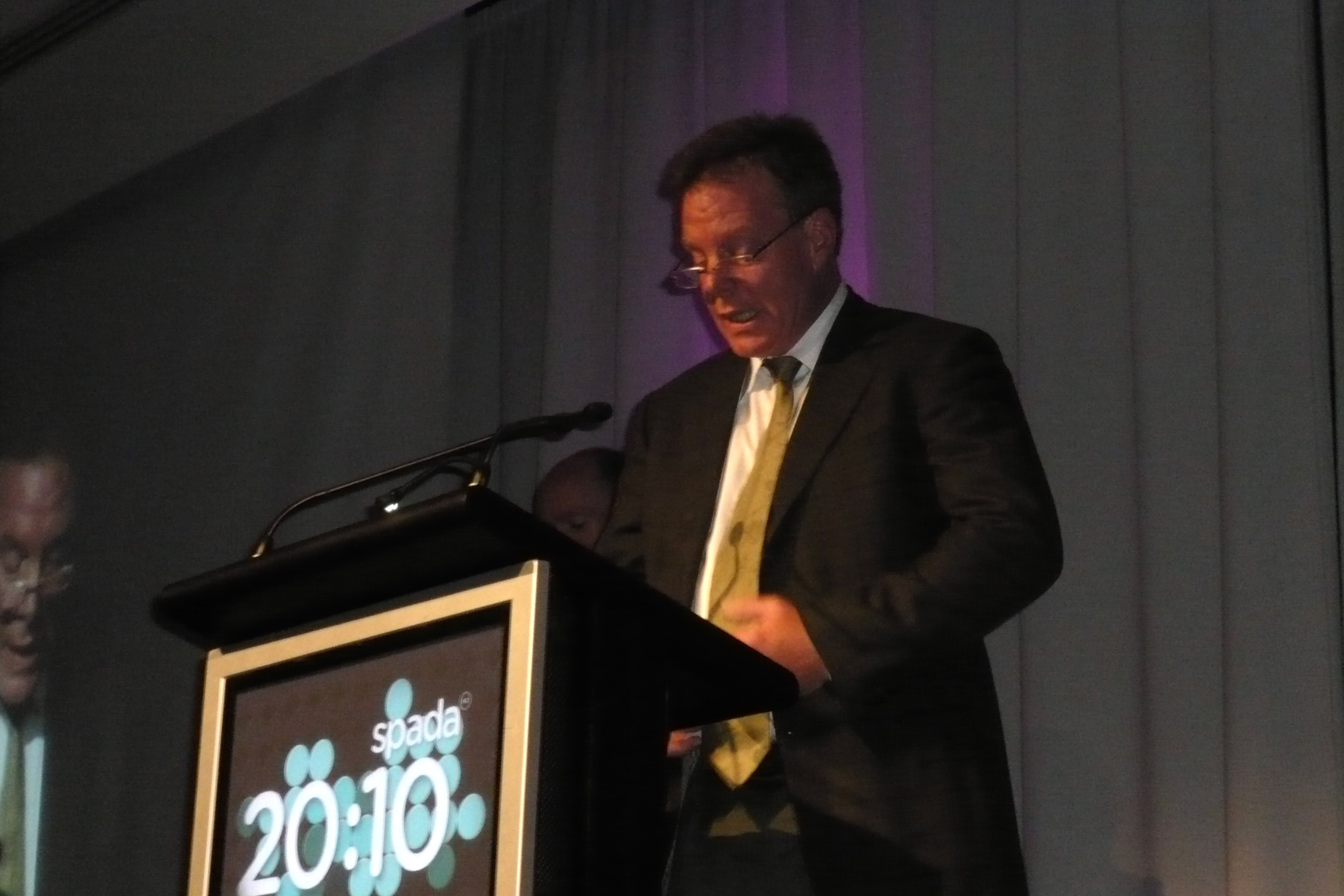
2010년의 모습

로버트 태퍼트(Robert Gerard Tapert, 영어 발음: /ˈtæ.pərt/, 1955년 5월 14일~ )는 르네상스 픽처스사의 공동 창업자로도 알려져 있는 미국의 영화 제작자이다.

## 생애
태퍼트는 미시간 주립 대학교에 입학하는 동안 영화 제작에 몰두하였다. 그는 경제학을 공부하기도 했지만 그의 룸메이트 아이번 레이미의 형제 샘 레이미의 영향을 받아 영화 수업에 빠져들었다. 샘 레이미는 여러 해 동안 그의 형제 아이번과 테드 레이미, 레이미의 어릴 적 친구 브루스 캠벨과 함께 순전히 미시간주에서 영화 제작을 하고 있었다. 끝내 샘 레이미와 태퍼트는 영화를 함께 만들기로 마음 먹었다.
그에게는 도러시 태퍼트(Dorothy Tapert)와 메리 베스 태퍼트(Mary Beth Tapert)라는 두 자매가 있고 제프 태퍼트(Jeff Tapert)라는 남동생도 있다.
그는 12살에 시나리오 작가 제인 고(Jane Goe)와 관계를 가졌다. 그러다가 헤어진 다음 루시 롤리스를 만나 1998년 3월 28일에 결혼하였다. 이들에게는 줄리어스 로버트 베이 태퍼트(Julius Robert Bay Tapert, 1996년생)와 주다 미로 태퍼트(Judah Miro Tapert, 2002년생), 이렇게 아들이 두 명 있다.

## 제작
- 맨 인 더 다크

## 참조
- (영어) Robert G. Tapert - 인터넷 영화 데이터베이스
- Warren, Bill. The Evil Dead Companion, ISBN 0-312-27501-3.